# Atotonilco el Alto
Atotonilco el Alto é um município do estado de Jalisco, no México.
Em 2005, o município possuía um total de 57.798 habitantes.